# Nymphula endoralis
Nymphula endoralis là một loài bướm đêm trong họ Crambidae.